# Zeitkratzer
Zeitkratzer ist ein Ensemble der Improvisations- und Neuen Musik, das in Berlin ansässig ist. Die aus internationalen Solisten zusammengesetzte Formation spielt seit 1997 zusammen. Sie ist auf zahlreichen europäischen Festivals aufgetreten und hat teilweise von der Kritik stark beachtete Alben vorgelegt.
Das Ensemble, dessen Musiker nicht nur in der Neuen und der Improvisationsmusik geschult sind, sondern auch Kompetenzen in den Bereichen Noise, Popmusik und Folklore besitzen, ist seit seiner Gründung mit unorthodoxen Projekten aufgefallen. Dazu gehören seine Adaption von Schönbergs Pierrot Lunaire, Lou Reeds Gitarrenfeedback-Stück Metal Machine Music, zwei Alben, auf denen es sich mit  Volksmusik auseinandersetzt und mehrere Alben, die Neuinterpretationen von Kompositionen elektronischer Musik enthalten. Weiter interpretierte die bei Bedarf auch elektrisch verstärkt spielende Gruppe Werke von Karlheinz Stockhausen, John Cage, James Tenney, La Monte Young, Alvin Lucier oder Iannis Xenakis. Die Formation tritt auch mit Musikern unterschiedlicher Lager wie Keiji Haino, Ray Kaczynski, Jim O’Rourke, Merzbow, Christian Lillinger oder Terje Rypdal und Palle Mikkelborg auf.

## Diskographie
- SoundinX, 2000
- Xtensions, 2000
- Sonx, 2000
- Schönberg Pierrot Lunaire Cheap Imitation, 2005
- Lou Reed/Zeitkratzer Metal Machine Music, 2007
- Folksongs, 2007
- Xenakis [A]Live!, 2007
- Electronics, 2008
- Whitehouse Electronics, 2008
- Old School: John Cage, 2010
- Old School: James Tenney 2010
- Old School: Alvin Lucier, 2010
- Old School: Karlheinz Stockhausen, 2011
- Plays Polish Radio Experimental Studio, 2011
- Neue Volksmusik, 2012
- Zeitkratzer performs songs from the albums „Kraftwerk“ and „Kraftwerk 2“, 2017